# Pavel Ponkratov
Pavel Ponkratov est un joueur d'échecs russe né le 15 juillet 1988 à Tcheliabinsk.
Au 1er décembre 2018, il est le 30e joueur russe et le 144e joueur mondial avec un classement Elo de 2 630 points.

## Biographie et carrière
Grand maître international depuis 2010, Ponkratov a remporté :
- la médaille d'or individuelle au quatrième échiquier à l'olympiade des moins de 16 ans à Denizli en 2003 avec 7,5 points marqués en 8 parties[2] ;
- le championnat d'Europe de parties rapides des moins de 16 ans en 2003 et 2004 ;
- le championnat d'Europe de parties rapides en 2004 ;
- la première place ex æquo à la Rilton Cup 2009-2010 à Stockholm ;
- le tournoi rapide du festival d'échecs de Voronej en juillet 2010 ;
- le mémorial Botvinnik en blitz (10/12) et en parties classiques (7/9, ex æquo avec Khismatoulline et Aleksandrov) en août 2011[3] ;
- la septième coupe du gouverneur d'Ougra à Khanty-Mansiïsk avec 7,5 points sur 9 en septembre 2011[4] ;
- le tournoi open du festival de Voronej (mémorial Alekhine) en 2014 (7/9) au départage[5] ;
- la médaille de bronze au championnat d'Europe de parties rapides en décembre 2017[6] ;
- la coupe Gidrostoï à Ioujno-Sakhalinsk (8/9) en septembre 2018[7] ;
- la finale du Grand Prix rapide russe à Khanty-Mansiïsk en décembre 2018 (11,5/18).